# Якщо тільки
«Якщо́ ті́льки» (англ. «If Only») — мелодрама 2004 року режисера Джила Джангера.

## Сюжет
Саманта захоплюється музикою, а Іен весь час зайнятий своєю роботою, так що на кохану в нього не вистачає часу.
Безглузда випадковість забирає життя Саманти. Дівчина загинула в автокатастрофі після серйозної сварки з Іеном. Чоловік забіг у лікарню, забіг в палату дівчини, але єдине, що він застав, — момент смерті. Саманта посміхнулась йому в останній раз і закрила очі…
Іен після смерті коханої зміг переосмислити свої вчинки, свої думки та дії. У той же день він заснув, притискаючи до себе щоденник Саманти, але, прокинувшись, почув рідний і до болю знайомий голос. Він обернувся і побачив Саманту.
Іен тут же розуміє, що у нього є шанс прожити той самий день заново. Але з деякими змінами, які він неодмінно внесе. Він робить цей день чарівним і чудовим в житті Саманти. Знаючи, що дівчина чудово співає, він домовляється з організатором її концерту і під час виступу він підходить до неї і виводить її на сцену.
На вечері в ресторані Іен дарує їй браслет. Сльози навертаються на її очі. Але якщо раніше це були сльози болю, то тепер це сльози радості.
Іен поцілував дівчину в таксі, стираючи сльози з її щік. Він дивиться на неї наче в останній раз, переводить погляд на годинник, потім у вікно, і, бачачи, що на них летить авто, прикриває Саманту собою.

## У ролях
- Дженніфер Лав Г'юїтт — Саманта Ендрюс
- Пол Ніколлс — Іен Віндем
- Люсі Девенпорт — Лотті
- Том Вілкінсон — водій таксі
- Даян Гардкесл — Клер
- Піппа Гейвуд — Лавінія